# Francesco I. Gonzaga

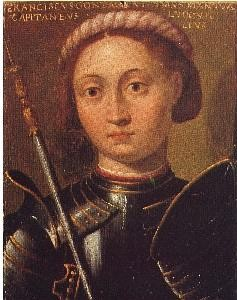
Francesco I. Gonzaga

Francesco I. Gonzaga (* 1366 in Mantua; † 8. März 1407) war der Sohn des Luigi II. Gonzaga und Herr von Mantua. Er war zwischen 1382 und 1407 der vierte Herrscher aus der Signoria der Gonzaga.
Er war in erster Ehe verheiratet mit Agnese Visconti († 1391), Tochter des Bernabò Visconti. Seine zweite Ehefrau war seit 1393 Margherita Malatesta († 1399), Tochter des Galeotto Malatesta von Rimini. Mit ihr hatte er einen Sohn, Gianfrancesco I. Gonzaga (1395–1444), Herr und ab 1433 Markgraf von Mantua.